# Roberta Scardola
Roberta Scardola (Roma, 16 aprile 1986) è un'attrice e ballerina italiana.

## Biografia
Roberta Scardola debutta giovanissima, lavorando come doppiatrice e soprattutto come attrice televisiva.
Tra i suoi primi lavori, ci sono il cortometraggio Caramelle (1995), regia di Cinzia TH Torrini, il film Tu ridi (1997), diretto dai fratelli Taviani, e le due stagioni della serie televisiva di Canale 5, Caro maestro (1996-1997), dirette da Rossella Izzo, in cui è Giulia, figlia della protagonista femminile che ha il volto di Elena Sofia Ricci.
Successivamente partecipa ad altre produzioni televisive, fra cui Ma il portiere non c'è mai?, in onda nel 2002 su Canale 5, e la prima e la seconda stagione di Provaci ancora prof! (2005 e 2007), queste ultime dirette da Rossella Izzo e trasmesse da Rai Uno, in cui interpreta il ruolo di Debbie Lentini.
Nel 2008 e nel 2009 fa parte del cast della seconda e terza stagione della serie I Cesaroni in cui interpreta Carlotta, amica di Eva (Alessandra Mastronardi), e fidanzata di Walter (Ludovico Fremont). Il suo personaggio è presente anche nella quarta stagione della serie di Canale 5, in onda in prima visione nel 2010, annata in cui il suo personaggio esce definitivamente dal cast della serie. Nel 2010 è tra gli interpreti principali del film La città invisibile, opera prima di Giuseppe Tandoi. Dal 2011 è madrina della nazionale calcio attori.
Nel 2013 ha il ruolo di protagonista, insieme a Gianluca Di Gennaro, nel videoclip Solo un momento di Nicolas Ferrante, diretto da Marco D'Andragora e prodotto da DaMovie Production.

## Vita privata
Nel marzo 2023 diventa mamma di Rachele Maria. A febbraio 2025 annuncia la sua seconda gravidanza e partorisce a luglio un maschio, Ascanio.

## Filmografia

### Cinema
- Tu ridi, regia di Paolo e Vittorio Taviani (1997)
- La città invisibile, regia di Giuseppe Tandoi (2010)
- Non escludo il ritorno, regia di Stefano Calvagna (2014)
- Le verità, regia di Giuseppe Alessio Nuzzo (2016)

### Televisione
- Caro maestro – serie TV (1996-1997)
- Uno di noi – serie TV (1996)
- Una donna per amico – serie TV (1998)
- Lezioni di guai, regia di Stefano Bambini e Sandro De Santis, episodio Una seconda occasione (1999)
- Ma il portiere non c'è mai? – serie TV (2002)
- Provaci ancora prof! – serie TV (2005-2007)
- Carabinieri 5 – serie TV, episodi 5x17, 5x18 (2006)
- Incantesimo 9 – serial TV (2007)
- I Cesaroni – serie TV (2008-2010)

### Doppiaggio
- Mara Wilson in Un semplice desiderio
- Emily Hart in Sabrina, vita da strega (1º voce)

### Cortometraggi
- Caramelle, regia di Cinzia TH Torrini (1995)
- Bianco, nero e... cinema, regia di Marcello Trovato (2010)
- Il Peso di una vita, regia di Benedetta Pontellini (2011)

### Videoclip
- Guardarti dentro di Alexia (2008)
- In My Arms di Massimiliano Carocci (2012)
- Solo un momento di Nicolas Ferrante, diretto da Marco D'Andragora (2013)

## Teatro
- Il matrimonio del mio migliore amico, regia di Benedetta Pontellini e Claudia Gatti (2011)
- Viceversa, testo regia di Luca Franco (2012)
- Torno presto papà, testo e regia di Luca Franco (2013)
- Questa volta te lo dico che ti amo!, testo e regia di Luca Franco (2013)
- Matto mica scemo, testo e regia di Luca Franco (2013)
- Ti amo, non mi ami... viceversa, testo e regia di Luca Franco (2014)
- Prendo in prestito tua moglie, testo e regia di Luca Franco (2014-in corso)
- Pazzi d amore, testo e regia di Luca Franco (2017)
- Tutti e tre per terra, testo e regia di Luca Franco (2021 - in corso)
- Finché il morto non ci separi, testo e regia di Luca Franco (2022 - in corso)

### Web serie
- Youtuber$ - The series, regia di Daniele Barbiero (2012)
- Conviventi in affitto, regia di Mirko Alivernini (2014-2015)